# 大塚好治
大塚 好治（おおつか こうじ、1895年12月27日 - 1979年4月25日）は、日本の化学者。大阪工業大学名誉教授。工学博士（大阪大学）。元応用化学教室担当。
専門は、無機工業化学・分析化学・物理化学。

## 略歴
鳥取県出身。1917年旧制大阪高等工業学校（のちの大阪大学）卒業。同校助手となり、1929年旧制大阪工業大学（のちの大阪大学工学部）講師。1933年大阪帝国大学工学部応用化学科助教授などを経て、1952年大阪大学大学院工学研究科にて工学博士（大阪大学）。1958年大阪工業大学工学部応用化学科教授、応用化学教室を担当。1977年大阪工業大学名誉教授。1979年逝去。
大阪工業大学工学部応用化学科で、1958年の同学科開設時より18年の長きに渡り教鞭を執り、同学科初期の応用化学（特に、無機工業化学・分析化学・物理化学）の研究・育成に貢献した。
主な所属学会は、日本化学会、日本分析化学会など。

## 主な著書
- 応用化学大観 初版/改訂増補版（共著、金刺芳流堂1923/1927、学術書）
- 要説無機工業化学（単著、京極書店1944、学術書）
- 要説化学分析 初版/改訂版（単著、大雅堂1947/1957、学術書）
- 分析化学実験（単著、学芸出版社1959、学術書）
- 物理化学（監修、学芸出版社1970、学術書）

## 主な研究
- 亜硫酸パルプ蒸煮溶液に関する研究[7]
- 緑柱石よりベリリウムの製造研究[8]
- ジルコニウム塩の熱分解とその防水効果について
- ジルコンのアルカリ溶融について
- 硫化水素を使用しない陽イオンの新定性分析法